# آنتون ویلسمیر
آنتون ویلسمیر (انگلیسی: Anton Vilsmeier; ۱۲ ژوئن ۱۸۹۴ – ۱۲ فوریهٔ ۱۹۶۲) شیمیدان اهل آلمان بود که به دلیل توصیف Vilsmeier–Haack reaction شناخته می شود.